# 토토 (밴드)
토토(Toto)는 1977년 미국 로스앤젤레스에서 결성된 록 밴드이다.
1982년에 발표한 4집 《Toto IV》가 특히 호평을 받아 그래미상 올해의 레코드, 올해의 음반 등 6개 부문을 석권하였다. 수록곡 중 〈Africa〉가 빌보드 싱글차트 1위에 올랐으며 〈Rosanna〉는 2위를 기록했다.
제임스 뉴턴 하워드, 티머시 B. 슈밋, 네이선 이스트, 리 스클라, 토니 스피너, 그레그 비저넷 등 여러 유명 연주자들이 토토의 공연에 객원 연주자로 참여하기도 하였다.

## 음반 목록
- 1978: 《Toto》
- 1979: 《Hydra》
- 1981: 《Turn Back》
- 1982: 《Toto IV》
- 1984: 《Isolation》
- 1986: 《Fahrenheit》
- 1988: 《The Seventh One》
- 1992: 《Kingdom of Desire》
- 1995: 《Tambu》
- 1999: 《Mindfields》
- 2002: 《Through the Looking Glass》
- 2006: 《Falling in Between》
- 2015: 《Toto XIV》

## 주요 히트곡
- Africa

- Hold the Line

- Rosanna

- George Porgy

- I Won't Hold You Back

- Stop Loving You

- Pamela

- Home of the Brave

- I'll Be over You

- 99

- Lea

## 정규 구성원 활동 시기
- 굵은 수직선: 정규 음반 발매시점

## 주해
1. ↑  Record of the Year · Album of the Year · Best Arrangement, Instrumental and Vocals · Best Vocal Arrangement for Two or More Voices · Best Engineered Album, Non-Classical · Producer of the Year, Non-Classical